# Celestus fowleri
Celestus fowleri é uma espécie de réptil da família Anguidae.
Apenas pode ser encontrada na Jamaica.